# Captain Marvel (Amalgam Comics)
Captain Marvel is een superheld uit de strips van Amalgam Comics. Zijn debuut was in JLX #1. Hij is een combinatie van DC Comics' Captain Marvel en Marvel Comics' Captain Marvel.

## Overzicht
Captain Marvel is in werkelijkheid Billy Mar-Vell (een combinatie van Billy Batson en Mar-Vell), een jonge Kree. Indien hij het magische woord “Kree” roept, verandert hij in de superheld Captain Marvel.
Als Captain Marvel beschikt Billy over een groot aantal krachten. Voor het merendeel zijn deze krachten gelijk aan de DC Comics versie van Captain Marvel, maar hij bezit ook de kosmische krachten van de Marvel Comics versie.
Captain Marvel lijkt niet overweg te kunnen met Skrulls en metamutants. Hij is lid van de Judgement League Avengers als een van hun leiders, samen met Super-Soldier.